# 河北有宗
河北 有宗（かわきた ありむね、生没年不詳）は、安土桃山時代から江戸時代前期にかけての武士。通称は新介。官途名は讃岐守。
蒲生氏郷が会津に封じられた際に馬廻として2千5百石を与えられた。
蒲生秀行が会津に再封された際には2千石を与えられて鉄砲隊を預けられた。
蒲生忠郷が急逝して、後を継いだ弟の忠知と伊予松山藩の加藤嘉明が所領を交換することになった際に松山に同行せずに、嘉明に仕えた。
子孫は名字を萩原と改めて甲冑師に転じたという。